# Pseudalcis trispinaria
Pseudalcis trispinaria là một loài bướm đêm trong họ Geometridae.